# Николаевка (Межевский район)
Николаевка (укр. Миколаївка) — село,
Богдановский сельский совет,
Межевский район,
Днепропетровская область,
Украина.
Код КОАТУУ — 1222681103. Население по переписи 2001 года составляло 70 человек.

## Географическое положение
Село Николаевка находится на расстоянии в 1 км о села Владимировка и в 1,5 км от села Солёное.
Рядом проходят автомобильная дорога Т-0406 и
железная дорога, станция Платформа 337 км в 1,5 км.